# Доменико Чимароза
Доменико Чимароза (итал. Domenico Cimarosa; Аверза, 17. децембар 1749 — Венеција, 11. јануар 1801) је био италијански композитор.
Као оперни композитор представник напуљске музике дебитовао је 1772. године у Напуљу.Компоновао је најпре за италијанска оперна позоришта, а од 1789—91 године је позван за дворског диригента у Петроград, а од 1793. у Бечу. Уметник је којег су високо ценили Гете, Стендал и Балзак, а у историји музике остао је забележен као аутор комичне опере Тајни брак (1792). Вешто је обликовао оперне ансамбле који су код њега постали носиоци драмске радње. Ликове је израђивао индивидуално, стварајући јединствене типове, посебно на подручју ведрог музичког позоришта. При томе се вешто служио оркестром. Написао је 75 опера (најпознaтије су Тајни брак, Импресарио у невољи, Женске лукавости и Интермецо Maestro di cappella), те ораторије, кантате, арије и 32 сонате за чембало.

## Радови
- Armida immaginaria (1777)
- Ritorno don Calandrino (1778)
- Stravaganze d'amore (1778)
- Pittor parigino (1781)
- Ballerina amante (1782)
- Due baroni rocca azzurra (1783)
- Il marito disperato (1785)
- Volodimiro (1787)
- Matrimonio segreto (1792)
- Traci amanti (1793)
- Impegno superato (1795)
- Orazie e Curiazi (1796)
- Artemisia (1801)